# Янів-Любельський
Янів-Любельський, або просто Янів (також Янів Люблинський, пол. Janów Lubelski) — місто в східній Польщі. Адміністративний центр Янівського повіту Люблінського воєводства.

## Історія
1879 року в місті зведено православну церкву.
У 1929 році польська влада в рамках великої акції руйнування українських храмів на Холмщині і Підляшші знищила місцеву православну церкву. Ще дві православні церкви в міжвоєнний час переведено на римо-католицтво.
Під час Другої світової війні в Янові діяв Український центральний комітет.

## Населення
Демографічна структура станом на 31 березня 2011 року:
|          | Загалом | Допрацездатний вік | Працездатний вік | Постпрацездатний вік |
| -------- | ------- | ------------------ | ---------------- | -------------------- |
| Чоловіки | 5938    | 1203               | 4229             | 506                  |
| Жінки    | 6248    | 1136               | 3904             | 1208                 |
| Разом    | 12186   | 2339               | 8133             | 1714                 |

## Галерея

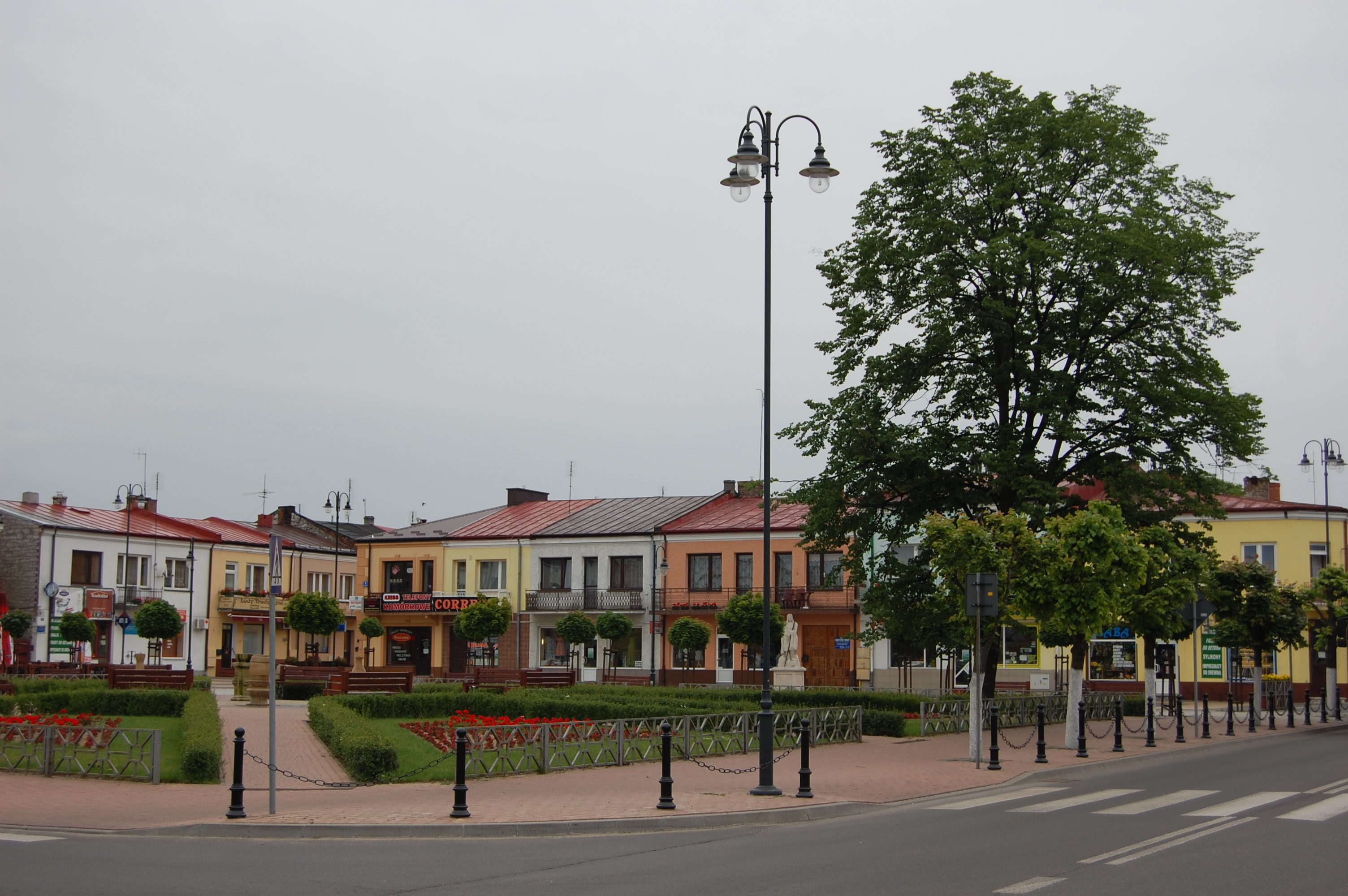
Площа Ринок
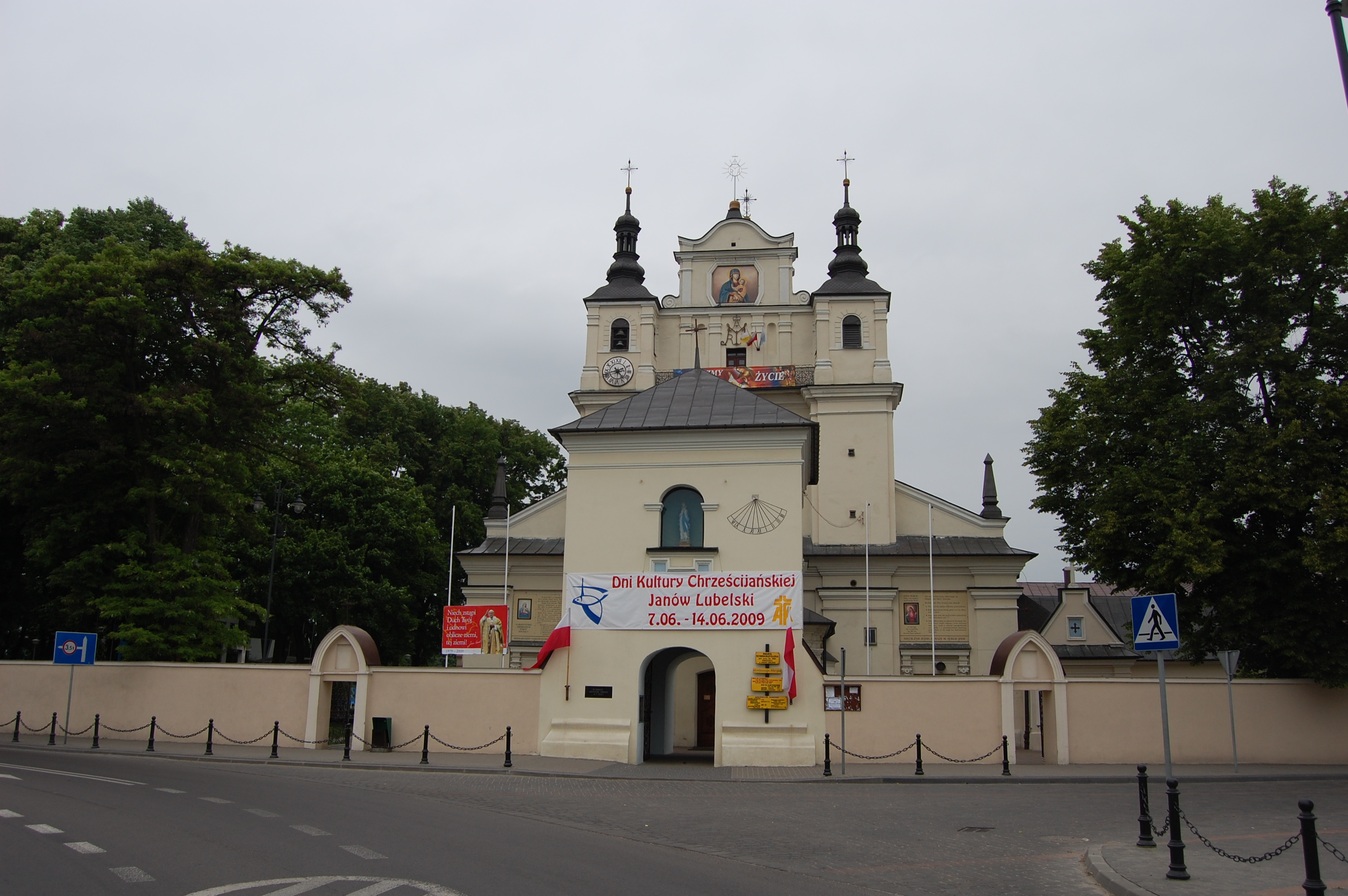
Костел Іона Хрестителя
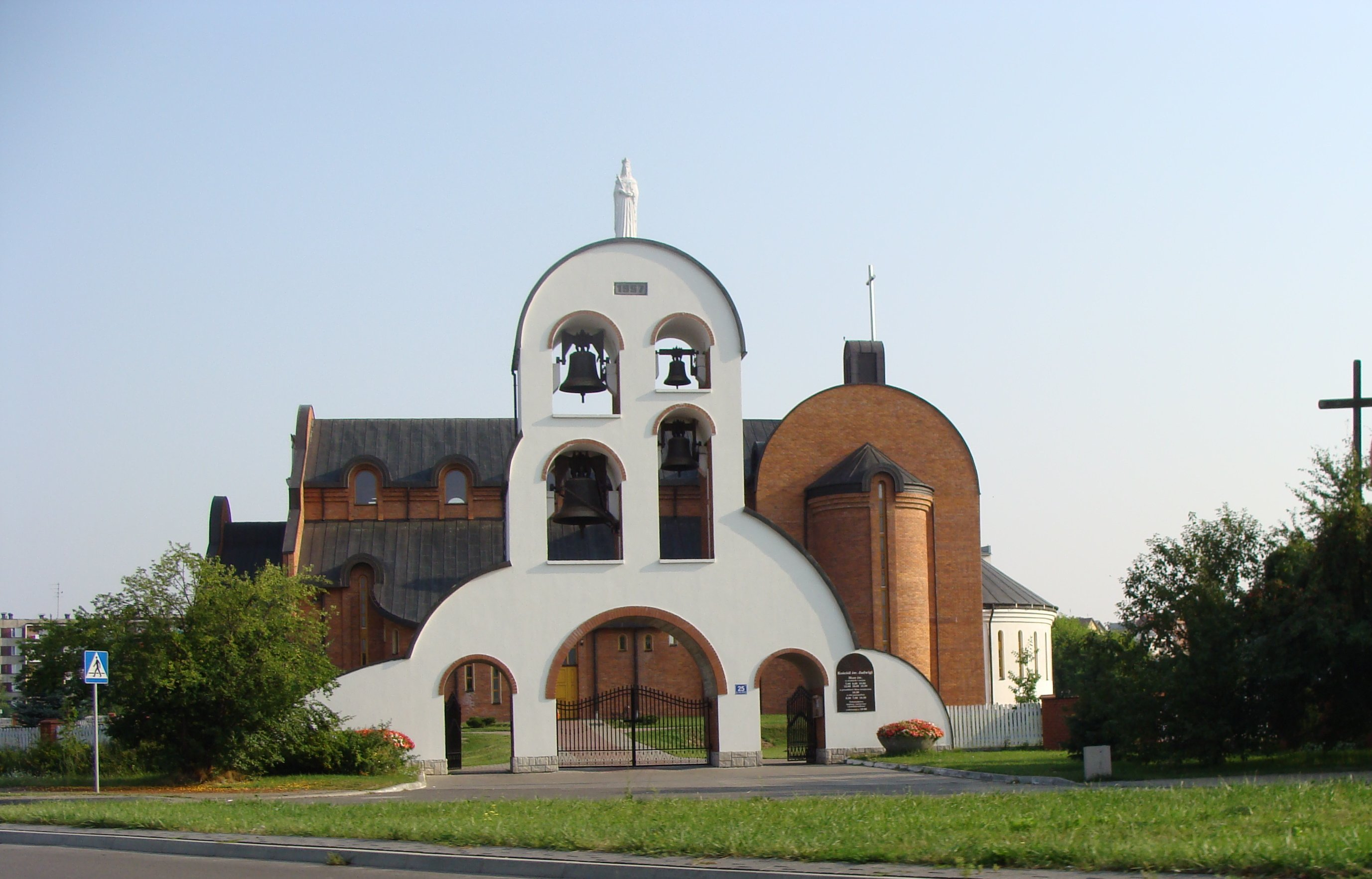
Дзвіниця і брама